# 日本軟首鱈
日本軟首鱈（学名：Malacocephalus nipponensis），又名鱈魚，为輻鰭魚綱鱈形目鼠尾鱈科軟首鱈屬下的一个种，為深海底棲性魚類，分布於西北太平洋日本南部至東海海域，深度可達463公尺，體長可達52公分，棲息在底層水域，生活習性不明。